# 산토신
산토신(일본어: 産土神 우부스나가미[*])은 신토에서 어떤 사람이 태어난 땅의 수호신이다. 그 사람을 태어나기 전부터 죽은 후까지 수호해주는 신이며, 다른 곳으로 이주해도 고향의 산토신은 계속 그 사람을 수호해 준다. 산토신에 대한 신앙을 산토신앙(産土信仰)이라고 한다.
조상신인 씨신이 혈연관계를 표상하는 것이라면, 산토신앙은 지연관계를 표상하는 신앙의식이다. 따라서 산토신앙은 도시 지역에서 더 강하게 드러난다. 도시에서는 동족집단의 결속이 약화되고, 지연에 근거한 공동체의식이 형성되기 때문이다. 중세 들어서 이나리신사, 카미고료신사, 카모신사, 키타노천만궁 등의 유력 신사를 중심으로 산토신앙이 발달했고, 이 신사들은 모두 당시 수도권이었던 교토~나라 일대에 소재한다. 갓난아기의 탄생 1개월째에 신사를 참배하는 하츠미야마이리(초궁참배), 어린이의 시치고산, 그리고 성년식이 모두 이런 산토신앙의 의례인 것이다.
일부 지역에서는 산토신이 임신과 출산의 수호신인 산신(일본어: 産神 우부가미[*])과 결부되기도 하는데, 이런 곳에서는 아기가 태어나자마자 호코라에서의 간이참배라도 드리는 것이 관습화되어 있다.
무로마치 시대 이후 조상신 신앙인 씨신신앙은 전국적으로 쇠퇴하였고, 지역 연고에 기반하는 산토신앙에 흡수되어갔다. 오늘날에  일반인들은 씨신, 산토신, 진수신을 엄밀하지 않게 혼동하고 있으며, 모두 공동체 소속감을 강화시키는 신앙이라는 점에서 하나로 습합되어 수렴되어가고 있다.

## 참고 문헌
1. 1 2 3 4  “Encyclopedia of Shinto詳細”. 《國學院大學デジタルミュージアム》 (일본어). 2022년 2월 20일에 확인함.
2. 1 2  日本史用語研究会 (2009년 2월 2일). 《必携日本史用語》 四訂版판. 実教出版. ISBN 9784407316599.
3. ↑  小項目事典,世界大百科事典内言及, 百科事典マイペディア,旺文社日本史事典 三訂版,精選版 日本国語大辞典,デジタル大辞泉,世界大百科事典 第２版,ブリタニカ国際大百科事典. “産土神とは”. 《コトバンク》 (일본어). 2022년 2월 20일에 확인함.
4. ↑  Teeuwen, Mark; Breen, John; Inoue, Nobutaka; Itō, Satoshi (2003). 《Shinto, a short history》. Psychology Press. ISBN 0-415-31179-9.
5. ↑  “神社とまつりの知識 氏神・産土神・鎮守神”. Ōsaki Hachimangū. 2004. 2009년 2월 20일에 원본 문서에서 보존된 문서. 2009년 3월 26일에 확인함.
6. ↑  “Jinja to Matsuri no Chishiki”. 《Ujigami, ubusunagami, chinjusha》 (일본어). Hachiman-gū. 2011년 7월 20일에 확인함.
7. ↑  小項目事典,デジタル大辞泉,世界大百科事典内言及, 日本大百科全書(ニッポニカ),精選版 日本国語大辞典,ブリタニカ国際大百科事典. “守護神とは”. 《コトバンク》 (일본어). 2022년 2월 20일에 확인함.